# آلفرد نویمان (نویسنده)
آلفرد نویمان (آلمانی: Alfred Neumann; ۱۵ اکتبر ۱۸۹۵ – ۳ اکتبر ۱۹۵۲) یک فیلم‌نامه‌نویس، و نویسنده اهل آلمان بود.
از فیلم‌های او می‌توان به هیچ‌کس نخواهد گریخت اشاره کرد.